# Gornyj
Gornyj (ros. Горный) – miasto zamknięte w rosyjskim Kraju Zabajkalskim. Liczy 11 097 mieszkańców (2007). Stacjonują tam jednostki 4 Harbińskiej Dywizji Rakietowej, będącej częścią 53 Armii Rakietowej.
Gornyj znajduje się w odległości 56 km na południe od Czyty, nieopodal od miejscowości Drowianaja. Do 1994 roku nosił nazwę Czita-46.